# فیبابانکا
فیبابانکا (انگلیسی: Fibabanka) شرکت خدمات مالی و بانکداری ترک است، که در سال ۲۰۱۰ توسط حسنو اوزیگین تأسیس شد.